# Liophis boursieri
Liophis boursieri este o specie de șerpi din genul Liophis, familia Colubridae, descrisă de Jan 1867. Conform Catalogue of Life specia Liophis boursieri nu are subspecii cunoscute.